# Longitarsus fuscoaeneus fuscoaeneus
Longitarsus fuscoaeneus fuscoaeneus é uma subespécie de insetos coleópteros polífagos pertencente à família Chrysomelidae.
A autoridade científica da subespécie é Redtenbacher, tendo sido descrita no ano de 1849.
Trata-se de uma subespécie presente no território português.